# Vanita Kayiwa
Vanita Kayiwa é uma piloto de transporte aéreo do Uganda, que atua como primeira oficial da Uganda National Airlines Company, a companhia aérea nacional de Uganda, na aeronave CRJ 900, a partir de abril de 2019.

## Início de vida e educação
Kayiwa nasceu em Buziga, um bairro da Divisão Makindye, em Kampala, a capital e maior cidade do Uganda. Ela obteve a sua licença de piloto comercial da Academia de Aviação Civil da África Oriental, em Soroti, na Região Leste do Uganda.

## Carreira
Kayiwa passou a maior parte da sua carreira de piloto na Air Serv Limited, pilotando aviões Cessna 208. Ela voou pela primeira vez como primeira oficial, antes de ser promovida a capitã no Cessna 208, em 2016. Vanita Kayiwa é a primeira mulher do Uganda a tornar-se capitã da Air Serv Limited, desde que a companhia aérea foi fundada em 1987. Em abril de 2019, ela foi contratada pela Uganda National Airlines Company, como uma de um pequeno número de pilotos do sexo feminino na companhia aérea.